# کروموزوم ۹ (انسان)
کروموزوم ۹ در انسان٬ نهمین کروموزوم از ۲۳ جفت کروموزوم انسان است. هر فرد طبیعی دارای یک جفت از این کروموزوم است. این کروموزوم تا ۱۴۵میلیون جفت باز از اسید نوکلئیک قابل گسترده شدن است و چهار درصد از دی‌ان‌ای درون یاخته را تشکیل می‌دهد. کروموزوم شماره ۹ به‌طور طبیعی دارای ۸۰۰ تا ۱۲۰۰ ژن است.این کروموزوم عامل تشکیل چهره هر فرد است

## بیماری‌ها و اختلال
برخی از بیماری‌ها و اختلالات مرتبط با این کروموزوم شامل موارد زیر است:
- سیترولینمی
- لوسمی مزمن میلوئیدی
- نشانگان اهلرز-دنلوس
- نشانگان اهلرز-دنلوس
- دیزآوتونومی
- آتاکسی فردریش
- گالاکتوزمی کلاسیک
- سندرم اسلر وبر راندو
- اختلال وسواس فکری عملی
- پلی سیتمی ورا
- پورفیری
- تترازومی۹
- پورپورای ترومبوتیک ترومبوسیتوپنیک
- تریزومی۹
- توبروز اسکلروزیس